# Inside WikiLeaks

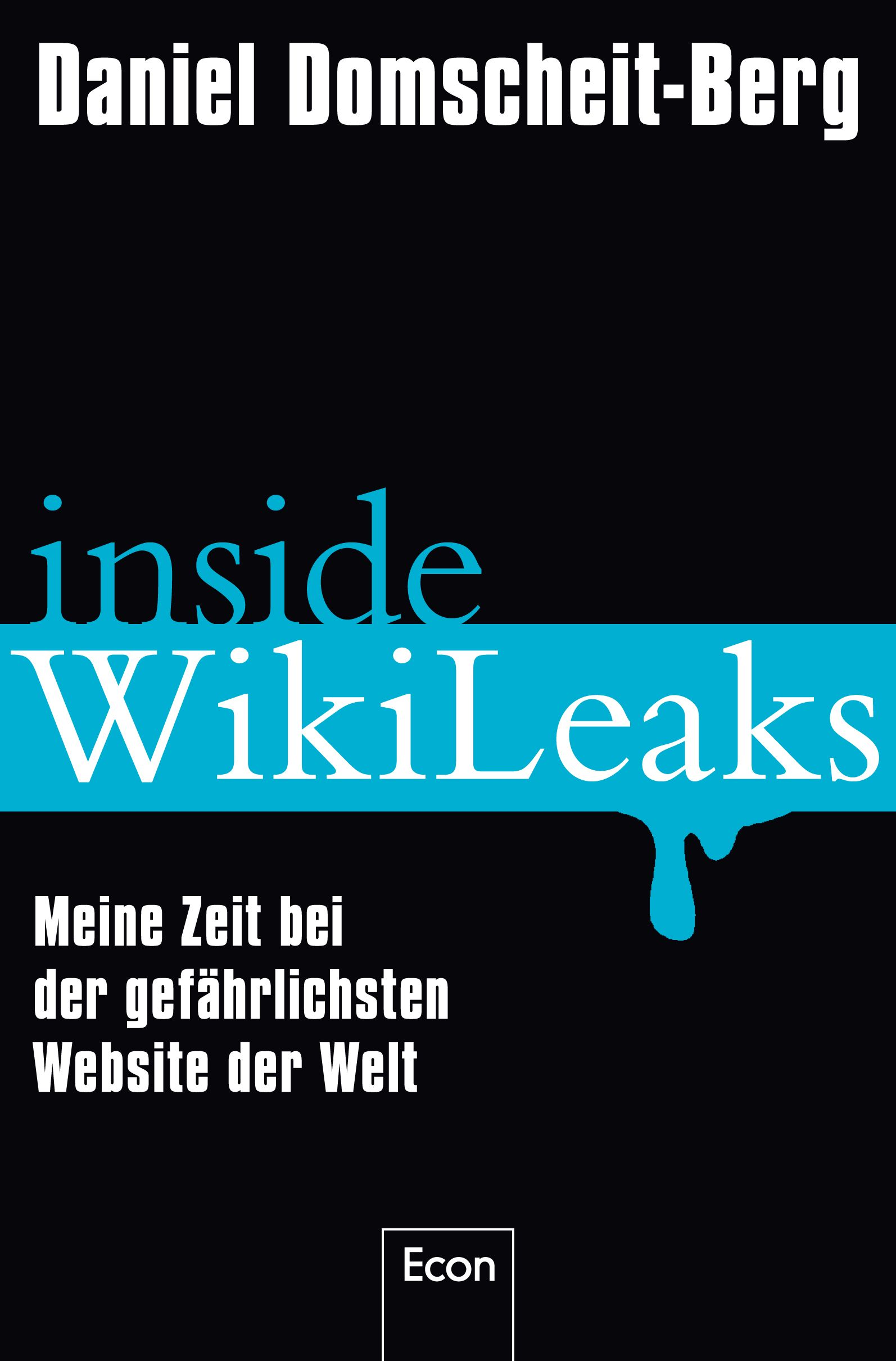
Cover der deutschsprachigen Ausgabe

Inside WikiLeaks: Meine Zeit bei der gefährlichsten Website der Welt (englischer Titel: Inside WikiLeaks: My Time with Julian Assange at the World’s Most Dangerous Website) ist ein autobiographisches Buch von Daniel Domscheit-Berg unter Mitwirkung von Tina Klopp, in dem Domscheit-Berg die zweieinhalb Jahre schildert, in denen er mit Julian Assange für WikiLeaks tätig war. Domscheit-Berg war unter dem Pseudonym Daniel Schmitt auch einer der Sprecher von WikiLeaks.

## Autoren
Daniel Domscheit-Berg, geboren 1978, ist ein deutscher Informatiker und war nach seinem Studium bei Electronic Data Systems als Netzwerkingenieur tätig. Bereits ein Jahr vorher mit WikiLeaks in Kontakt gekommen, gab er 2009 seine Arbeit auf, um sich zur Gänze WikiLeaks zu widmen, trennte sich jedoch im September 2010 nach einem Streit mit Julian Assange wieder von WikiLeaks.
Die hier als Ghostwriterin tätige Tina Klopp wurde 1976 in Hamburg geboren. Sie studierte Politikwissenschaft und Germanistik und absolvierte anschließend die Deutsche Journalistenschule. Sie erhielt 2006 den Friedwart Bruckhaus-Förderpreis für junge Wissenschaftler und Journalisten sowie 2010 ein Stipendium des Deutschen Literaturfonds. Sie ist seit September 2009 Redakteurin im Ressort Digital bei Zeit Online in Berlin. In einem dort erschienenen Artikel betonte sie die ungewohnten Vorsichtsmaßnahmen zur Geheimhaltung, die während der seit November 2010 andauernden Vorarbeiten für das Buch notwendig waren und bei ihr geradezu paranoide Phantasien aktivierten.

## Titel
Im Rahmen eines Online-Seminars der Friedrich-Naumann-Stiftung erklärte Domscheit-Berg Anfang Dezember 2010 im Gespräch mit Götz Hamann und Jöran Muuß-Merholz den Titel des geplanten Buches. WikiLeaks könne gefährlich sein für diejenigen, die Macht innehaben und Interesse daran, bestimmte Dinge zu verschweigen. Auch für die Zuträger, die Whistleblower, bestünde Gefahr. WikiLeaks sei auch deshalb gefährlich, weil es nicht demokratisch legitimiert sei und seine politischen Ziele unklar blieben.

## Ankündigung
Der Econ Verlag kündigte das Buch im Dezember 2010 als „packend geschriebenen Enthüllungsreport“ an und konnte im Gefolge der zeitweiligen Inhaftierung Julian Assanges und der damit verbundenen hohen medialen Aufmerksamkeit mit starkem Interesse am Thema rechnen. Unter anderem nahmen der britische Guardian, Stern TV und die Onlineausgabe von Bild das Thema auf. Wenige Tage vor dem Erscheinen seines Buches nahm Domscheit-Berg an einer Podiumsdiskussion der Heinrich-Böll-Stiftung mit dem Thema „Whistleblowing, WikiLeaks und die neue Transparenz“ teil. Dort und in anderen Medien äußerte er sich kritisch gegenüber WikiLeaks und bezeichnete die Enthüllungsplattform als nicht mehr funktionsfähig. Am 10. Februar fand eine Pressekonferenz mit Daniel Domscheit-Berg zum Erscheinen seines Buches im Berliner Palais am Festungsgraben statt. Der Autor verneinte dort den Begriff „Abrechnungsbuch“, äußerte aber bezüglich Assange, er wolle verhindern, dass dieser zu einem „Popkultur-Phänomen“ werde. Das Buch erschien einen Tag später in einer Startauflage von 50.000 Exemplaren. Ende des Monats erreichte es den Platz 13 in der von Buchreport wöchentlich ermittelten Spiegel-Bestsellerliste.

## Inhalt

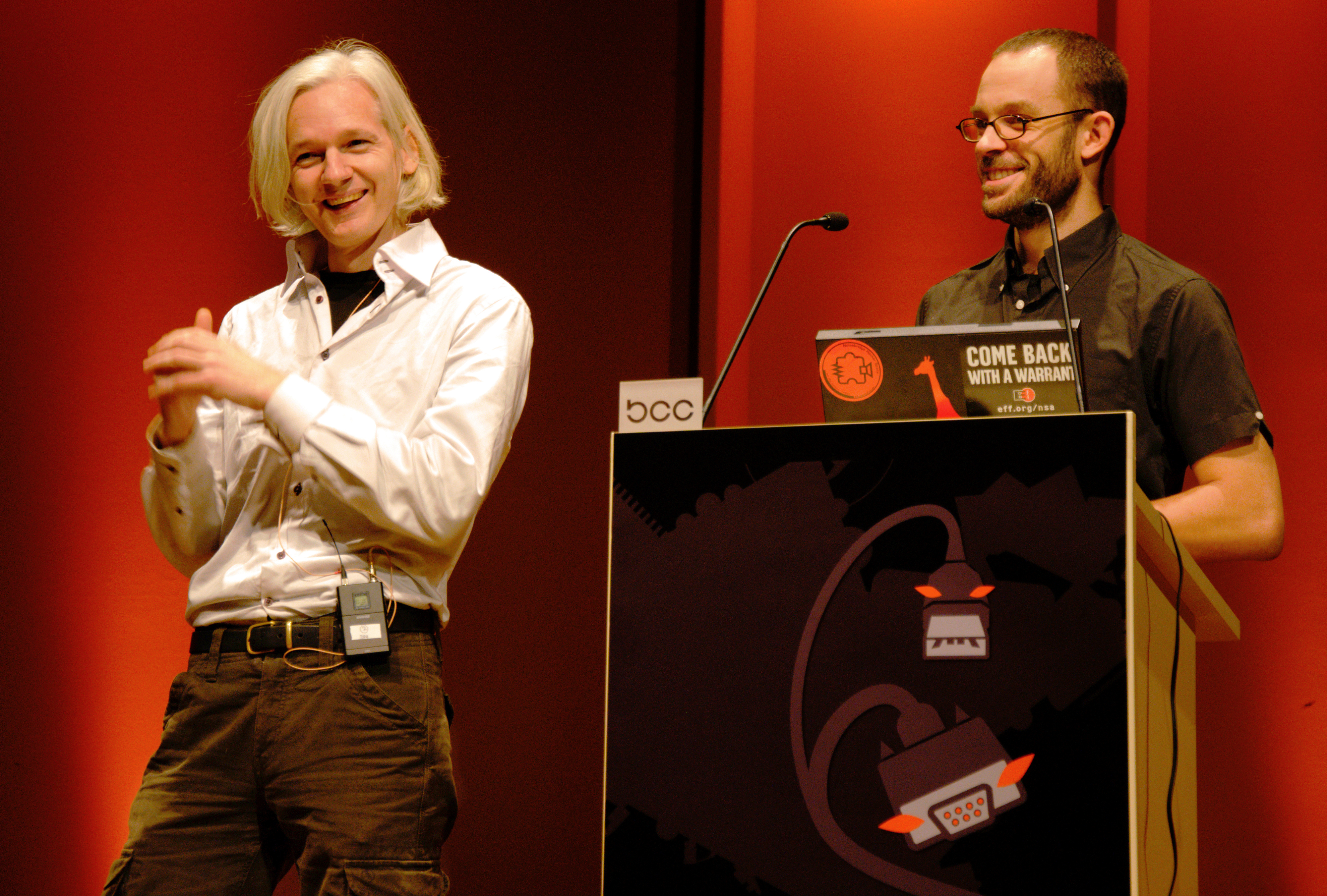
Julian Assange und Daniel Domscheit-Berg auf dem 26C3 in Berlin 2009

### Gliederung
Das als Paperback aufgemachte Buch hat etwa 300 Seiten und ist überwiegend in der Vergangenheitsform und als Ich-Erzählung geschrieben. Es gliedert sich in:
- eine Vorbemerkung, in der es um die vom Autor kritisierte Intransparenz von WikiLeaks und seinen eigenen Konflikt zwischen Loyalität und moralischem Anspruch geht;

- einen Prolog, in dem er die unmittelbare Trennung von Assange und damit von WikiLeaks per Internetchat und seine persönliche Reaktion darauf beschreibt;

- weitere 19 Kapitel über seine Zeit bei WikiLeaks, die den Haupttext ausmachen;

- ein Kapitel über OpenLeaks, das von ihm initiierte Nachfolgemodell einer Enthüllungsplattform;

- ein Nachwort, in dem Fragen etwa zur finanziellen Situation und zur organisatorischen Struktur von WikiLeaks ebenso gestellt werden, wie die nach den Rollen der umstrittenen Personen wie den Antisemiten Israel Shamir und Johannes Wahlström. Aus den Antworten darauf ließe sich entnehmen, was bei der „großartigen Idee“ WikiLeaks nach Meinung des Autors „schiefging“;

- eine Danksagung und einen Anhang, der als Anmerkungen die deutschen Übersetzungen verschiedener englischsprachiger Aussagen und Chats sowie eine Chronologie von WikiLeaks enthält.

### Kapitel des Haupttextes
In Die erste Begegnung schildert der Autor, wie er 2007 auf WikiLeaks und dessen Potential aufmerksam wurde, Kontakt aufnahm und begann, erste Arbeiten zu erledigen. Er beschreibt sein erstes Treffen mit Julian Assange beim Chaos Communication Congress in Berlin und wie beeindruckt er von dessen Auftreten war.
Der Kampf gegen die Bären stellt die Geschichte der ersten Veröffentlichung dar, an der Domscheit-Berg direkt beteiligt war. Es ging um die Aufdeckung des angeblichen Steuerbetrugs bei der Schweizer Bank Julius Bär, die WikiLeaks Anfang 2008 innerhalb sehr kurzer Zeit bekanntmachte. Domscheit-Berg schildert hier auch, wie sich WikiLeaks nach außen hin als größer ausgab, als die recht kleine Gruppe eigentlich war. So gab man sich, obwohl nur Kontakt zu einer Juristin bestand, den Anschein, über eine ausgebaute Rechtsabteilung zu verfügen und sowohl Assange als auch Domscheit-Berg verwendeten Pseudonyme, um die Zahl der Mitarbeiter als größer darzustellen, als sie eigentlich war. Zwar hatten sich viele Menschen angeboten, das Projekt unterstützen zu wollen, von denen die meisten jedoch nie aktiv wurden. Auch die technische Infrastruktur war noch unterentwickelt und wurde mit der Zeit um weitere Server erweitert. Domscheit-Berg beschreibt seine heimliche Freude, an der Veröffentlichung beteiligt gewesen zu sein, und sein zu dieser Zeit noch ungetrübtes freundschaftliches Verhältnis zu Assange.
Das nächste Kapitel, Die Sekte und wir, beschäftigt sich mit den Veröffentlichungen interner Dokumente der Scientology-Kirche, die wahrscheinlich von Aktivisten des Internetkollektivs Anonymous und von Aussteigern aus der Sekte eingereicht wurden. Bei WikiLeaks hatte man im Zusammenhang mit dem Versuch der Bank Julius Bär, gegen WikiLeaks juristisch vorzugehen, diesbezüglich an Selbstbewusstsein gewonnen und behielt insofern recht, als Scientology nicht gegen WikiLeaks klagte. Hier findet sich in Domscheit-Bergs Buch erste Kritik an der internen Organisation von WikiLeaks und der Rolle Assanges:

„Inzwischen frage ich mich auch, ob sich WikiLeaks in meinen letzten Monaten nicht auch zu einem religiösen Kult entwickelt hatte. Zumindest zu einem System, in dem Kritik von innen kaum mehr möglich war. […] So viel lässt sich zumindest sagen: Julian hatte das Phänomen Kult, mit dem er sich bei der Lektüre der Scientology-Dokumente auseinandersetzen musste, sehr genau begriffen.“

Unter Erste Erfahrungen mit den Medien wird im Folgenden beschrieben, wie sich Assange und Domscheit-Berg einen professionellen, aber auch manipulierenden Umgang mit den Medien aneigneten. „Von den Medien lernten wir, wie die öffentliche Meinung manipuliert werden konnte“, schreibt Domscheit-Berg und geht auf verschiedene Themenkomplexe ein. Am Beispiel der veröffentlichten, eigentlich geheimen Toll-Collect-Verträge und der Berichterstattung des Stern darüber stellt er dar, wie er einerseits versuchte, ein möglichst großes Publikum zu erreichen, andererseits die Bedingungen der Massenmedien akzeptieren musste. Eine Beschwerde von Ernst Uhrlau, dem Präsidenten des Bundesnachrichtendienstes, über eine Veröffentlichung, die es unter anderem ermöglichte, Manipulationen des BND in Wikipedia nachzuvollziehen, diente, selbst wiederum öffentlich gemacht, als Beweis für die Echtheit des Dokumentes; eine Strategie, die WikiLeaks häufiger benutzte.
Julian zu Besuch schildert, Julian Assanges zwei Monate in Wiesbaden betreffend, Assange als einen zuweilen unhöflichen Exzentriker mit paranoiden Zügen, wie sie in der Hackerszene häufiger anzutreffen seien. Assange besäße ein immenses Konzentrations- und Arbeitsvermögen, neige aber auch zu Phantastereien, Dominanz und dazu, die Menschen in seinem Umfeld zu instrumentalisieren.
In WikiLeaks und das Geld beschreibt Domscheit-Berg gescheiterte Versuche, eine finanzielle Basis für WikiLeaks herzustellen, und die Trennung von seinem Arbeitgeber zugunsten einer vollständigen Mitarbeit bei WikiLeaks ab Februar 2009. Die Zielsetzung im Jahr 2008, WikiLeaks finanziell unabhängig zu machen und Gehälter zahlen zu können, wurde auch aufgrund interner Unstimmigkeiten nicht erreicht.
Der Kampf gegen Internetzensur charakterisiert die Kampagne gegen Internetsperren verschiedener Länder, die mit dem Kampf gegen Kinderpornographie begründet wurden, dieses Ziel jedoch nach Meinung ihrer Kritiker nur unzureichend und auf Kosten der allgemeinen Informationsfreiheit erreichten. WikiLeaks veröffentlichte die Internetsperrlisten verschiedener Länder und Internetdienstanbieter. Franziska Heine und Ursula von der Leyen, Protagonistinnen bei der Auseinandersetzung um das Zugangserschwerungsgesetz, die Domscheit-Berg beide kennenlernte, werden beschrieben, ebenso die Preisverleihung an WikiLeaks bei der Ars Electronica in Österreich 2009.

Die Idee vom Medienfreihafen beschreibt, wie Herbert Snorrason und Birgitta Jónsdóttir zu WikiLeaks stießen, nachdem im Sommer 2009 Veröffentlichungen von WikiLeaks über die Kaupthing Bank zu Aufsehen in Island geführt hatten. Am Rande einer Konferenz in Reykjavík zum Thema „Digitale Freiheiten“ entstand die Idee, Island zu einem Staat mit einer  sehr fortschrittlichen Mediengesetzgebung zu machen, die Informanten und Journalisten schützen würde. Sie wurde in einer Talkshow erstmals öffentlich präsentiert. Das Verhältnis zwischen Assange und Domscheit-Berg hatte sich inzwischen verschlechtert, wenn es auch ein klärendes Gespräch zwischen beiden gab.
In Die Zwangspause  werden mit dem „Techniker“ und dem „Architekten“ zwei anonym gebliebene Mitarbeiter von WikiLeaks vorgestellt, die sich ab 2008 und 2009 um die programmiertechnischen Aspekte kümmerten. Erst seit ihrer Mitarbeit war WikiLeaks über verschiedene Staaten dezentralisiert und damit vor Zensurmaßnahmen geschützt. Wegen Geldmangel und Wartungsbedürftigkeit der technischen Systeme musste ab Weihnachten 2009 die Online-Arbeit von WikiLeaks weitgehend eingestellt werden. Die Veröffentlichung der abgefangenen Pagernachrichten vom 11. September 2001 hatte die finanziellen Mittel erschöpft. Nach der Vorstellung der Ideen von WikiLeaks auf dem 26. Chaos Communication Congress in Berlin wurde wieder ausreichend Geld für die Betriebskosten gespendet. Bereits ab Januar 2010 war es wieder möglich, Dokumente geschützt bei WikiLeaks hochzuladen. Nun, da die finanziellen Probleme ins Reine kamen, bahnte sich aber interner Streit über die Verwendung des Geldes und die zukünftige Ausrichtung von WikiLeaks an. Die „Zwangspause“ wurde dann mit der Veröffentlichung des Collateral-Murder-Videos im April 2010 beendet.
Das Kapitel Ein Gesetz für Island führt wieder zurück nach Reykjavík, wo sich WikiLeaks Anfang 2010 an der Vorbereitung der Icelandic Modern Media Initiative (IMMI) als Realisierung der Idee einer neuartigen Mediengesetzgebung beteiligte. Erwähnt werden im Buch nun auch Rop Gonggrijp und Jake Appelbaum, die zur Mithilfe nach Island gekommen waren. Nach Verhandlungen mit Internetprovidern und Unternehmen,  die von der Gesetzesänderung betroffen waren, kam es lediglich zu einer kaum besuchten Anhörung im isländischen Parlament. Später im Jahr allerdings begann Island mit der Umsetzung der IMMI, die den investigativen Online-Journalismus besonders schützt. Die WikiLeaks-Gruppe, die in einem Hotel auf engem Raum zusammenwohnte, vernachlässigte ihre bisherige Arbeit und begann, sich zu streiten. Laut Domscheit-Berg betraf dies vor allem Assange und ihn selbst, nachdem er begonnen hatte, Assange zu kritisieren. Domscheit-Berg verließ Island im Februar 2010, um diesen Konflikten aus dem Weg zu gehen, und hatte mit Julian Assange von da an nur noch Kontakt über Chat.
In Zurück in Berlin  beschreibt Domscheit-Berg neben privaten Erlebnissen, dass sich Assange zunehmend veränderte, den Twitter-Account von WikiLeaks, der als Sprachrohr der Gruppe gedacht war, für sich persönlich beanspruchte und die Vorstellung, überwacht und verfolgt zu werden, überproportional großen Raum in seiner Vorstellungswelt einnahm. Aus Domscheit-Bergs Sicht reklamierte Assange die Leistung der Gruppe für sich alleine und ertrug es nicht, wenn jemand anders, auch versehentlich und inoffiziell, als „Gründer“ von WikiLeaks dargestellt wurde.
Das nächste Kapitel, Das Collateral-Murder-Video, beinhaltet die in Island unmittelbar anschließende Arbeit an der Veröffentlichung des Videos von amerikanischen Luftangriffen in Bagdad, die im Juli 2007 stattgefunden und zivile Opfer gefordert hatten. Während Assange und andere, darunter die neu hinzugekommenen Journalisten Kristinn Hrafnsson und Ingi Ragnar Ingason, in einem in Reykjavík angemieteten Haus arbeiteten, nahm Domscheit-Berg daran von zu Hause aus teil. Er hatte sich, nachdem er Wiesbaden verlassen hatte, in Berlin niedergelassen und wollte das Nomadenleben Assanges nicht länger teilen. Ein im Buch abgedruckter Chatmitschnitt belegt die zunehmende Entfremdung zwischen Assange und ihm. Domscheit-Berg arbeitete im Hintergrund an der Vorbereitung einer Pressekonferenz in Washington, auf der das Video am 5. April 2010 durch Assange vorgestellt wurde. Im Nachhinein betrachtet er die journalistische Bearbeitung des Rohmaterials als Fehler, auch wenn sie dafür sorgte, dass die Veröffentlichung weltweit erhebliche Beachtung fand und den Durchbruch für WikiLeaks bedeutete.
In Die Verhaftung von Bradley Manning wird der Umgang der Mitarbeiter von WikiLeaks mit der Verhaftung des mutmaßlichen Informanten Bradley Manning beschrieben. Dem US-Soldaten Manning, der im Mai 2010 festgenommen wurde, wird vorgeworfen, das Collateral Murder zugrundeliegende Videomaterial und die später veröffentlichten Depeschen der amerikanischen Botschafter an WikiLeaks weitergegeben zu haben. Domscheit-Berg fasst zusammen, dass es für WikiLeaks selbstverständlich war, ihn in seiner Situation im Gefängnis zu unterstützen, ohne selbst wissen zu können, ob er der Whistleblower in diesen Fällen war. Der Autor resümiert allerdings, dass die Hilfsaktion, die in Spendenaufrufen für Verteidigungskosten und einem eigenen Server für die Unterstützungskampagne bestehen sollte, nie richtig anlief und letzten Endes überwiegend von den Freunden und Verwandten Mannings übernommen wurde. WikiLeaks habe, er schließt sich hier ausdrücklich ein, in diesem Fall „schmählich versagt“. Er selbst habe sich, wie zu oft, mit dem abgefunden, was ihm von Assange gesagt wurde. Auch war er zu der Ansicht gekommen, es sei zunächst nicht ratsam, weitere die USA betreffende Dokumente zu veröffentlichen, um den Behörden keine Ansatzpunkte für weitere Ermittlungen zu liefern und die Quellen, die sich in einer schwächeren Position befänden als WikiLeaks, nicht zu gefährden.
Genau das geschah aber mit Afghan War Diary. Die neue Medienstrategie bei den afghanischen Kriegstagebüchern ist die Überschrift des nächsten Kapitels. Den WikiLeaks oft gemachten Vorwurf, sich überwiegend mit der amerikanischen Politik zu beschäftigen und dabei Thematiken aus anderen Weltgegenden zu vernachlässigen, weist Domscheit-Berg zurück: Die USA seien eben in die meisten weltpolitischen Konflikte verwickelt und es sei naheliegend, dass sie auch aus wirtschaftlichen Motiven Krieg führten. Abgesehen davon sei die Sprachproblematik nicht gelöst gewesen, die bei der Beurteilung beispielsweise hebräischer oder koreanischer Dokumente entstanden wäre. Im Übrigen allerdings habe sich Assange bewusst die USA herausgesucht, um die eigene Größe an der des Gegners zu ermessen. Im Gegensatz zur Vorgehensweise bei Collateral Murder  wurde nun bereits vor der Veröffentlichung der Originaldokumente, die überwiegend von amerikanischen Soldaten und Nachrichtendiensten in Afghanistan stammten, Kontakt zu renommierten Medienhäusern aufgenommen, nämlich der New York Times, dem englischen Guardian und dem Spiegel. Während WikiLeaks sich um die technische Aufbereitung der etwa 90.000 Dokumente kümmerte, übernahmen die Journalisten deren Sichtung und die weitergehende Recherche. Es war ihre Bedingung, dass vor der Veröffentlichung die Namen von Betroffenen gelöscht werden mussten, um Racheakten der Taliban an afghanischen Informanten der US-Armee zuvorzukommen. Die Information über diese Notwendigkeit erreichte Domscheit-Berg jedoch zu spät, erst wenige Tage vor dem festgelegten Veröffentlichungstermin, dem 25. Juli 2010. Auch unter Zuhilfenahme technischer Mittel war es in der kurzen, zur Verfügung stehenden Zeit nicht mehr möglich, alle Namen und die Zusammenhänge, die zu ihrer Feststellung hätten führen können, aus dem Material zu entfernen. Aufgrund dessen mussten etwa 15.000 Dokumente zurückgehalten werden und im restlichen Material tauchten noch etwa einhundert unerwünschte Namen auf. Laut Domscheit-Berg kam niemand zu Schaden. Er macht Assange dafür verantwortlich, über die Notwendigkeit dieser Löschungen zu spät informiert worden zu sein. Vier Tage vor der Veröffentlichung hatte Assange per Chat noch eine Liste mit Aufgaben präsentiert, die zu lösen in der kurzen Zeit nicht mehr möglich war. Die präzise zeitgleiche Veröffentlichung durch WikiLeaks und die Medien ließ sich nun nicht mehr realisieren, ein Fehler, der nach außen hin aber nicht weiter auffiel. In der beginnenden wechselseitigen Abhängigkeit von WikiLeaks und den Medien fühlte sich Domscheit-Berg von Assange nicht ausreichend unterstützt:

„Ich steckte in dem doppelten Dilemma desjenigen fest, der sich selbst an Regeln hält, während er mit jemandem umzugehen hat, der Regeln vor allem dann als Argument verwendet, wenn sie ihm in den eigenen Kram passen.“

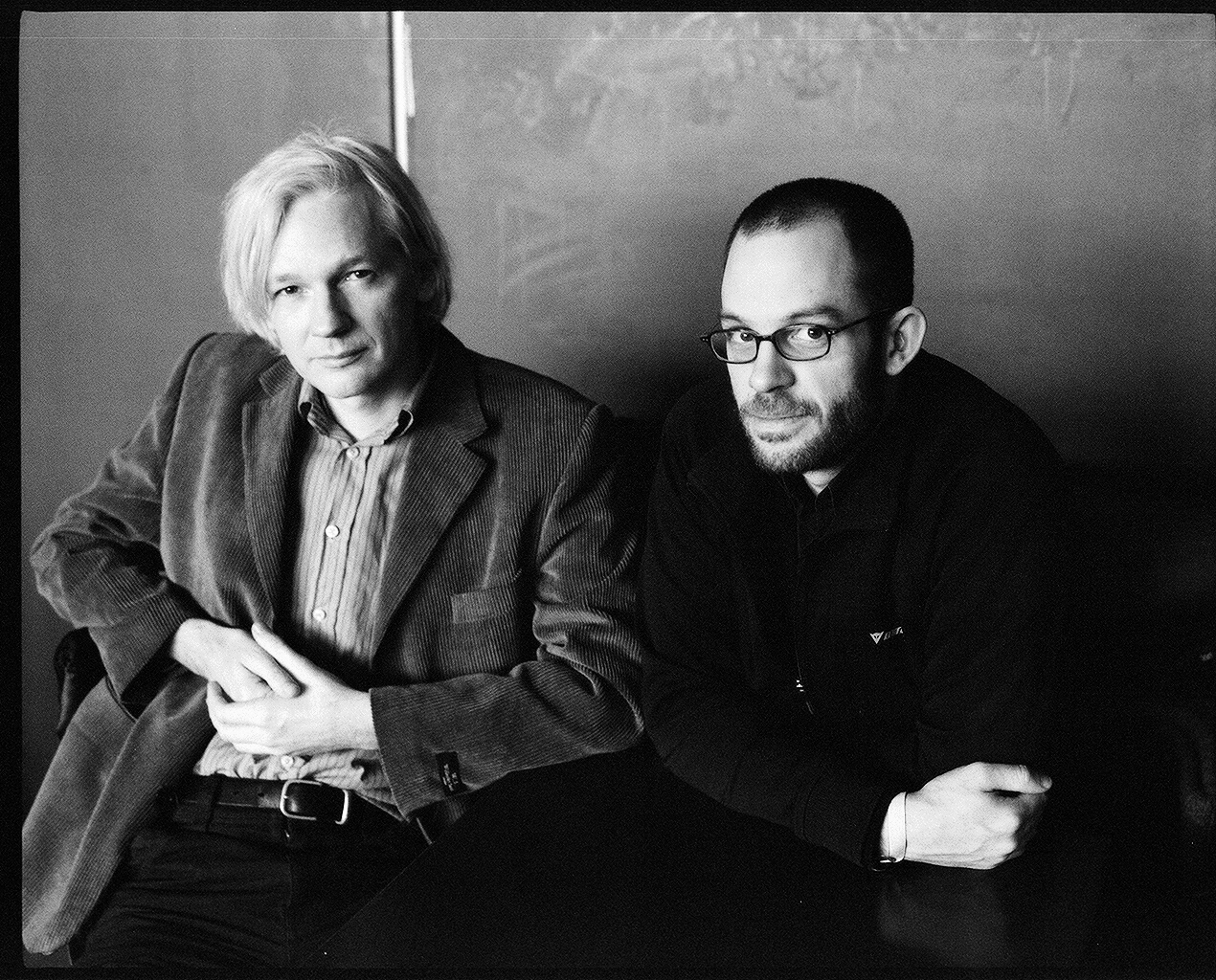
Julian Assange und Daniel Domscheit-Berg, fotografiert von Jacob Appelbaum

Das Verhältnis zwischen Domscheit-Berg und Assange verschlechterte sich weiter im Sinne von gegenseitigem Misstrauen, das unter dem Druck entstand, derart brisante Dokumente veröffentlicht zu haben. Laut Domscheit-Berg näherte sich Assange mit seiner Sprache der seiner politischen Gegner im Militär an, stand sehr unter Spannung und traf falsche Entscheidungen, etwa die, einem unzuverlässigen 17-Jährigen hochgeheimes Material anzuvertrauen, das dieser prompt weitergab.
Das Kapitel Anklage in Schweden thematisiert den Umgang der Gruppe mit Vorwürfen der schwedischen Justiz gegen Julian Assange. Seit August 2010 wurde, zunächst wegen versuchter Vergewaltigung in zwei Fällen, gegen Julian Assange ermittelt. Später wurden die Vorwürfe abgemildert, aber die Ermittlungen blieben bestehen. Domscheit-Berg beschreibt, wie sich das Fehlen persönlicher Treffen und einer klaren Aufgabenverteilung nun auf den Umgang mit diesen, auch für das Gesamtprojekt schädlichen Vorwürfen auswirkte. Assange sei nicht bereit gewesen, sich, um WikiLeaks nicht zu schaden, eine Zeit lang aus der Öffentlichkeit zurückzuziehen. Seine Behauptung, ein Opfer „schmutziger Tricks“ der amerikanischen Regierung zu sein, sei der gemeinsamen Sache nicht dienlich gewesen. Zu diesem Zeitpunkt war man bei WikiLeaks mit der Aufbereitung des reichlich eingegangenen internen Materials zum Unglück bei der Loveparade 2010 beschäftigt. Trotz Widerstandes in der Gruppe gegen Assange, der die neue Linie durchsetzte, publizierte WikiLeaks eingegangene Dokumente nicht mehr, wie vorgesehen, in der Reihenfolge ihres Eingangs, sondern nach dem Gesichtspunkt einer größtmöglichen Wirkung in der Öffentlichkeit.
Im anschließenden kurzen Kapitel Meine Suspendierung erläutert Domscheit-Berg, wie sich die Spannungen innerhalb des WikiLeaks-Teams weiter verschärften und sich eine Polarisierung zwischen Assange und dem Rest des Teams anbahnte. In einem Chat, den später das amerikanische Magazin Wired veröffentlichte und dessen Protokoll im Buch vorliegt, wurde Domscheit-Berg schließlich am 26. August 2010 durch Assange „suspendiert“; im Folgenden wurde ihm die Möglichkeit genommen, auf den internen Mailserver von Wikileaks zuzugreifen, wodurch er auch zu seiner eigenen Terminplanung keinen Zugang mehr hatte. Domscheit-Berg beschreibt aber auch, dass er selbst innerlich in inhaltlichen Fragen bereits Distanz zu WikiLeaks gewonnen hatte. Er habe die Öffentlichkeit darüber belogen, dass WikiLeaks zeitweise nur aus einem Server und zwei Personen bestand, die fast alleine die Echtheitsprüfung der eingesendeten Dokumente übernahmen, auf das Risiko hin, dabei auch Fehler zu machen. Die Anhänger, die sich zur Mithilfe angeboten hatten, seien unzureichend bis gar nicht in diese Arbeit eingebunden gewesen.
Unter dem Titel Der Streit eskaliert wird weiter geschildert, wie WikiLeaks infolge der internen Querelen praktisch handlungsunfähig wurde. Das Team teilte sich auf und der „Architekt“ baute das technische System auf den Zustand vor seinen erheblichen Verbesserungen zurück. Es kam zur Spaltung der Gruppe und Domscheit-Berg, Snorasson und der „Architekt“ begannen mit den Vorarbeiten für ihr eigenes, neues Projekt OpenLeaks. Am 25. September 2010 machte Domscheit-Berg seinen Ausstieg aus WikiLeaks in einem Presseinterview öffentlich.
Infolge dieser Ereignisse hatte der Termin für die Veröffentlichung der irakischen Kriegstagebücher, der fast 400.000 amerikanischen Militärdokumente, die als Iraq War Logs bekannt wurden, um einen Monat, auf den 22. Oktober, verschoben werden müssen. Neben noch unklaren finanziellen Details in diesem Zusammenhang kritisiert Domscheit-Berg hier, dass die technischen Wege der Veröffentlichung unvorsichtigerweise so organisiert  worden seien, dass ein Zugriff des amerikanischen Geheimdienstes NSA nicht ausgeschlossen wurde. Der „Techniker“ und Assange hätten es nicht geschafft, das vorherige Sicherheitsniveau wiederherzustellen, obwohl sie dazu bei guter Zusammenarbeit in der Lage gewesen wären. Damit begründet Domscheit-Berg auch, warum er das geleakte Material, das sich bis zur Spaltung der Gruppe auf den WikiLeaks-Servern befand, nicht zurückgab, sondern an einem besser gesicherten Ort aufbewahrte. Versuche der „Nanny“, einer australischen Bekannten Assanges, die schon früher beratend und mitarbeitend  bei WikiLeaks eingegriffen hatte, die Spaltung der Gruppe rückgängig zu machen, seien gescheitert. Assange habe damit gedroht, „kompromittierendes Material“ über Domscheit-Berg zu veröffentlichen.
Das letzte Kapitel des Haupttextes trägt den Titel Die amerikanischen Depeschen und Julians Verhaftung. Es bezieht sich damit zunächst auf die als Cablegate bekanntgewordenen Veröffentlichungen amerikanischer Botschaftsdepeschen und das weltweit erhebliche Echo, das sie auslösten. Weil der Guardian aufgrund der Nachlässigkeit des 17-jährigen WikiLeaks-Helfers „Penguin X“ bereits an die Dokumente gekommen war, mussten sie, sollte WikiLeaks noch eine Rolle dabei spielen, möglichst bald publiziert werden, auch wenn der Zeitpunkt verfrüht erschien. Die zeitweilige Verhaftung und die Ermittlungen der schwedischen Justiz gegen Assange betreffend, spricht sich Domscheit-Berg für eine klare Trennung dieser Vorwürfe von der Kritik an WikiLeaks aus. Er stellt klar, dass aus seiner Sicht eine Auslieferung Assanges an die USA verhindert werden müsse, dass er selbst hinter den Veröffentlichungen von WikiLeaks stehe und dass er aber andererseits von Assange erwarte, sich den Anschuldigungen der schwedischen Justiz zu stellen. Deutliche Kritik äußert er jedoch daran, dass mit Israel Shamir ein Antisemit und Holocaust-Leugner in die Arbeit für WikiLeaks eingebunden sei und dies von Assange unverständlicherweise unterstützt werde.

## Rezeption

### Reaktionen bei WikiLeaks
Von Julian Assange seinerseits wurde um die Jahreswende 2010/2011 bekannt, dass er an einem autobiographischen Buch arbeite. Das Werk soll weltweit bei dem schottischen Verlag Canongate Books und in den USA bei Alfred A. Knopf erscheinen. Die deutschsprachigen Rechte liegen beim Verlag Kiepenheuer & Witsch. Nach eigener Aussage möchte Assange das Buch nicht schreiben, benötigt aber das Geld, um sich juristisch gegen die Vorwürfe in Schweden zu verteidigen und WikiLeaks unterstützen zu können.
Bereits vier Tage vor dem Erscheinen von Inside WikiLeaks veröffentlichte Cryptome, ohne dazu autorisiert zu sein, Auszüge aus der englischen Übersetzung, was zu Spekulationen und Diskussionen im Internet Anlass gab. Insbesondere die Tatsache, dass Domscheit-Berg und andere Aussteiger bei ihrem Weggang von WikiLeaks Teile der Software und unveröffentlichtes Material mitgenommen hatten, wurde zum Gegenstand der Diskussion und hatte die Forderung des für Assange tätigen Rechtsanwaltes Johannes Eisenberg zur Folge, das Material zurückzugeben. Zu Beginn der Pressekonferenz anlässlich der Präsentation seines Buches verteidigte Domscheit-Berg sein Vorgehen und begründete es mit dem mangelnden Willen von Assange, sich an der Diskussion über den Verbleib des Materials zu beteiligen, das er im Übrigen nicht im Einzelnen kenne und gerne zurückgeben wolle. Er wies auf die Verantwortung gegenüber den Einsendern der Dokumente hin und brachte mit der Arbeit von Israel Shamir für WikiLeaks einen anderen umstrittenen Aspekt ins Gespräch.

### Rezensionen (Auswahl)

#### Der Spiegel
Michael Sontheimer berichtete zum Erscheinen des Buches bei Spiegel Online. Er lobte das Werk als spannende Lektüre, die auch neue Informationen biete. In seinem Artikel überwog jedoch die Kritik. Das Buch sei streckenweise geschwätzig, redundant und zu detailliert.

#### FAZ
Detlef Borchers fand im FAZ.NET neutralere Worte, schrieb allerdings von einem „Anklagebuch“. Bezugnehmend auf den in der Presse schon als „Rosenkrieg“ und „Schlammschlacht“ bezeichneten beginnenden Kampf zwischen WikiLeaks und OpenLeaks, beziehungsweise deren Protagonisten Assange und Domscheit-Berg, leitete er auf die Theorie von der „Wilderness of Mirrors“ über, die von einem ehemaligen Spionageabwehrchef der CIA, James Jesus Angleton, entwickelt wurde. „Geheimnisse tendieren dazu, ihre Träger aufzuzehren. Je größer die Bürde des Geheimnisses, je größer die angenommene klandestine Gegenwehr des ehemaligen Besitzers der Daten, desto größer die Paranoia, desto schneller und umfangreicher die gegenseitigen Verdächtigungen.“ Dies gelte auch für die Internetaktivisten.

#### Die Zeit
In der Rezension von Karsten Polke-Majewski bei Zeit Online wurde ebenfalls auf die intensive und später auseinanderbrechende Freundschaft der beiden Protagonisten abgehoben und erläutert, das zunehmende egozentrische und diktatorische, auf Sicherheit bedachte und an Paranoia grenzende Verhalten von Julian Assange erkläre sich nicht nur aus seiner Persönlichkeit, sondern auch aus seiner intensiven Beschäftigung mit den Thematiken, mit denen es WikiLeaks zu tun hatte: die Ideologie von Scientology und der militärische Führungsstil. Er habe sich im Zuge seiner Arbeit gegen das Militär das militärische Vokabular selber angeeignet. Domscheit-Berg geht in seinem Buch selbst auf diesen Aspekt ein:

„Du bist suspendiert wegen Illoyalität, mangelnder Unterordnung und Destabilisierung in einer Krisensituation.“

Ijoma Mangold bemängelte zwar, Domscheit-Berg schreibe nicht sehr selbstreflexiv, rezensierte das Buch in der Printausgabe der Zeit jedoch als „packendes und erhellendes Zeitdokument“ mit Bezügen zum deutschen Alltag, das ein netzaffines und politisch engagiertes Milieu beschreibt. Die Kombination von technologischem Wissen, einer Vision und Zielstrebigkeit habe die Protagonisten von WikiLeaks weit nach oben gebracht, bis sie drohten, die Bodenhaftung zu verlieren. An Selbstwidersprüchen und menschlichen Unzulänglichkeiten seien sie dann gescheitert. Mangold stellte Vergleiche zwischen WikiLeaks und einer Religionsgründung mit nachfolgendem Schisma an.

#### Tagesspiegel
Christian Wermke bezog sich im Tagesspiegel vor allem auf das ambivalente Verhältnis zwischen Domscheit-Berg und Assange. Er zitierte aus dem Buch:

„Manchmal hasse ich ihn, so sehr, dass ich Angst habe, ich könnte körperliche Gewalt ausüben, sollte er mir noch einmal über den Weg laufen. Dann denke ich wieder, dass er meine Hilfe bräuchte.“

#### Meedia.de
Daniel Bröckerhoff schrieb bei meedia.de, sowohl die Kritiker von Julian Assange würden in dem Buch ihre Bestätigung finden als auch diejenigen, die in Domscheit-Bergs Kritik die Rache eines enttäuschten Mitarbeiters sehen würden. Er empfahl das Buch jedem, der das Phänomen WikiLeaks in seiner Gänze begreifen wolle.

#### Wirtschaftswoche
Im Portal der Wirtschaftswoche wurde das Thema von einer anderen Seite behandelt. Jürgen Berke legte den Schwerpunkt auf die Aufdeckung des angeblichen Steuerbetrugs bei der Schweizer Bank Julius Bär, die WikiLeaks Anfang 2008 innerhalb weniger Tage bekanntmachte. Die Dokumente wurden vom früheren Mitarbeiter Rudolf Elmer der Bank an WikiLeaks gegeben. Berke bezeichnete das entsprechende Kapitel Der Kampf gegen die Bären als lesenswert.

#### Süddeutsche Zeitung
Niklas Hoffmann bezeichnete es in der Süddeutschen Zeitung als Manko, dass Domscheit-Berg ein sehr handlungsorientiertes Buch geschrieben habe, das zu wenig auf die gedanklichen, vom Anarchismus beeinflussten Grundlagen eingehe, die das Handeln von WikiLeaks inspirierten. Die Weltsicht von Vorbildern wie Pierre-Joseph Proudhon, Gustav Landauer oder Rudolf Rocker würde nicht ausreichend erläutert. Eine frappierende Enthüllung sei allerdings, dass sich WikiLeaks zumindest zeitweise nach außen von den personellen und materiellen Ressourcen her wesentlich bedeutender dargestellt habe, als dies in der Wirklichkeit der Fall war.

#### World Socialist Web Site
Die trotzkistische World Socialist Web Site äußerte sich in einem Beitrag auf ihrer Website sehr kritisch zu dem Buch und stellte sich auf die Seite Julian Assanges. Sie unterstellte, das Buch habe dazu beigetragen, „Assange und WikiLeaks mundtot zu machen“, und unterstellte einen Zusammenhang zu den entsprechenden Bestrebungen der Vereinigten Staaten.

## Englischsprachige Ausgabe
Der australische Verlag Scribe Publications gab im Dezember 2010 an, die Rechte an einer englischsprachigen Ausgabe erworben zu haben und das Buch übersetzen zu lassen. Als Erscheinungstermin für Australien und Neuseeland sei der April 2011 vorgesehen. Später wurde er auf Februar vorgezogen. Kurz nach Scribe Publications teilte die australische Crown Publishing Group, die zur Verlagsgruppe Random House und damit zur Bertelsmann AG gehört, in New York mit, die Rechte erworben zu haben. Das Buch erschien am 15. Februar 2011 in den Vereinigten Staaten und dreizehn anderen Ländern.

## Verfilmung
Anfang März 2011 wurde bekannt, dass das Filmstudio DreamWorks SKG von Hollywood-Regisseur Steven Spielberg die Filmrechte von zwei Inside-Büchern über WikiLeaks erstanden hat, darunter auch für Inside WikiLeaks. Am 31. Oktober 2013 startet der Film unter dem Titel Inside Wikileaks – Die fünfte Gewalt (Originaltitel: The Fifth Estate).

## Ausgaben
- Daniel Domscheit-Berg: Inside WikiLeaks: Meine Zeit bei der gefährlichsten Website der Welt. Econ Verlag, Berlin 2011, ISBN 978-3-430-20121-6.
- Daniel Domscheit-Berg: Inside WikiLeaks: my time with Julian Assange at the world's most dangerous website. Scribe Publications, Carlton North, Melbourne City 2011, ISBN 978-1-921844-05-8.[49]
- Daniel Domscheit-Berg: Inside WikiLeaks: My Time with Julian Assange at the World's Most Dangerous Website. Random House, New York 2011, ISBN 978-0-307-95191-5.[50]